# Idrottens Spel
Idrottens Spel är en koncern som är helägd av RF-SISU Västra Götaland och som existerar för att skapa resurser åt svenskt föreningsliv. Koncernen driver bland annat spelutveckling, bingospel och variabelprint genom sina olika dotterbolag. 
Idrottens Spel har sitt huvudkontor i Mölnlycke. Koncernen har cirka 240 anställda och omsätter cirka 500 miljoner kronor om året.
I Idrottens Spel-koncernen ingår följande dotterbolag: 

- IDP AB
- Idrottens Bingo AB
- Idrottens Bingo.se AB
- Kvibergs Idrottscenter AB
- Sverigelotten AB[2]

## Idrottens Bingo AB
Idrottens Bingo bildades 1979. Det är idag Sveriges största bingoaktör med 17 egna hallar och 5 franchise-hallar.
I hallarna erbjuder Idrottens Bingo både traditionell bingo och spel på terminaler. Utöver det så finns också Vegas-maskiner i de flesta hallar. 
Idrottens Bingo använder sig av spelsystemet ProBingo. ProBingo är utvecklat av Idrottens Spel och är godkänt av Lotteriinspektionen.  

Idrottens Bingos hallar finns på följande orter:

- Alingsås
- Angered
- Borås
- Farsta
- Frölunda
- Grand (Göteborg)
- Hagfors
- Huskvarna
- Katrineholm
- Kinna
- Kungälv
- Linköping
- Majorna
- Mjölby
- Mölndal
- Nybro
- Redbergsgården
- Skoghall
- Stenungsund
- Svinesund
- Säffle
- Söder (Stockholm)

## IDP AB
IDP startades för att fungera som tryckeri åt BingoLotto när programmet startade. Med BingoLottos framgång växte även IDP. Tryckeriet trycker än idag bingolotten. 
Idag trycker IDP avancerad variabelprint (till exempel Skatteverkets deklarationsblankett). Företaget utvecklar och underhåller också spelsystem och trycker produkter med skrapyta (till exempel sverigelotten.

 IDP är ett certifierat säkerhetstryckeri med Lotteriinspektionens högsta säkerhetsklassning. 